# Carboxythérapie
 (janvier 2012).
Si vous disposez d'ouvrages ou d'articles de référence ou si vous connaissez des sites web de qualité traitant du thème abordé ici, merci de compléter l'article en donnant les références utiles à sa vérifiabilité et en les liant à la section « Notes et références ».
 (août 2008).
Améliorez-le ou discutez des points à vérifier. 
La carboxythérapie est l'injection sous-cutanée de dioxyde de carbone pour des raisons esthétiques.

## Histoire
La carboxythérapie est aussi appelée CDT, Carbon dioxide therapy, Carboxytherapy, Carbotherapy ouCarboxy-mesotherapy.
Connaissant une recrudescence d'intérêt depuis les années 2000, la technique d’injection de CO2 médical par voie per cutanée ou sous-cutanée a été inventée en France dans les années 1930 aux cures thermales de Royat dans des applications initialement vasculaires. Les bains riches en CO2 thermal avaient en effet pour propriété supposée de soulager les artériopathies des membres inférieurs par effet vasoactif et effet Bohr[réf. nécessaire]. Les médecins thermalistes ont expérimenté des injections sous-cutanées directes du même gaz. On retrouve dans la littérature des applications thérapeutiques dans la prise en charge des cicatrisations des ulcères à composante vasculaire.  Les applications esthétiques des injections de gaz CO2 ont été publiées par les Italiens D’Aniello et Brandi de l'Université de Sienne dans le cadre de recherche de traitement contre l’effet peau d’orange de la cellulite. 
La technique est actuellement très répandue dans les pays d’Amérique du Sud, notamment au Brésil, avec une gamme d’indications élargie : cellulite, graisses localisées, rides, vergetures, cernes péri-oculaires, relâchement cutané. On retrouve d’autres indications comme le traitement de la perte des cheveux, le psoriasis… sans qu’une preuve scientifique étayée ne vienne pour le moment confirmer ces orientations. On retrouve des applications de la CDT liées à la prise en charge des cicatrices chirurgicales et d’acné sans qu’aucune étude clinique ne puisse confirmer. Les injections de CO2 constituent une technique en cours de validation et des études cliniques seraient nécessaires pour pouvoir affirmer certaines allégations thérapeutiques qui restent donc pour le moment expérimentales.

## Indications
Indications vasculaires
- Artériopathie oblitérante des membres inférieurs,
- les artériopathies des membres inférieurs au stade d’ischémie d’effort et notamment les claudications iliaques ou plantaires,
- les claudications des membres supérieurs dans les sténoses sous-clavières athéromateuses,
- les impuissances d’origine artérielle,
- le phénomène de Raynaud qu'il soit idiopathique, d'origine athéromateuse, lié à la maladie de Buerger ou qu'il entre dans le cadre de la sclérodermie.

Indications dermatologiques esthétiques
- rides légères à moyennes du visage,
- cernes péri-oculaire,
- vergetures anciennes,
- cellulite Grade 1 à 4,
- adipocytes localisés.

Indications dermatologiques médicales
- ulcères veineux,
- ulcères.

## Contre-indications
On retrouve traditionnellement dans la faible littérature les contre-indications évidentes :
- Défaillance ou insuffisance cardiaque sévère
- Défaillance ou insuffisance respiratoire sévère
- Troubles de coagulation
- AVC/AIT récent
- Phlébite/ embolie pulmonaire récente ou évolutive
- On retrouve ici et là l’épilepsie dans les contre-indications

Traditionnellement, on intègre dans les contre-indications :
- La grossesse par principe de précaution
- Les patients sous anticoagulants ou avec prise d’antiagrégants
- Les infections dermatologiques en évolution
- Les pathologies du tissu conjonctif
- Les troubles de cicatrisation

## Effets indésirables immédiats
Les patientes rapportent le plus souvent des sensations fugaces pendant l’injection. Le passage du gaz est souvent décrit comme une sensation de décollement de la peau, de passage d’eau qui coule sous la peau, de fourmillements se diffusant à distance du point de ponction. Certains effets décrits varient en fonction de la technique d’injection ou du lieu :
Injections sous cutanées
Les patients injectés au niveau des membres inférieurs peuvent rapporter des sensations de faiblesse musculaire ou de membres engourdis durant la session de CDT et dans les minutes qui suivent. Ces effets sont résolutifs avant la sortie du cabinet.
Les phénomènes vasculaires conduisent certains patients à rapporter des phénomènes vasoactifs accompagnés de chaleur/frissons avec, rarement, un phénomène vagal. Il est  prudent de disposer d’une trousse d’urgence destinée à gérer ce problème.
Les patients injectés en sous-cutané au niveau des bras décrivent de façon très fréquente (2 fois sur 3 dans la pratique) une sensation d’anesthésie de l’avant-bras ou de la main pendant la séance et dans les minutes qui suivent l’injection. Ces effets sont résolutifs avant la sortie du cabinet.
Les patientes traitées par CDT en sous-cutané dans les graisses localisées rapportent des douleurs variables en fonction du mode d’administration et de la progressivité d’instauration du débit. On retrouve des constantes dans l’apparition des douleurs qui peuvent être vives (décrites comme brûlures, pression type étau) : 
- Les injections en limite des zones graisseuses sont douloureuses. Les injections en pleine zone d’adipocytes sont constamment mieux supportées.
- Les injections, à fort débit d’emblée dans les premières séances, sont la plupart du temps déclarées inconfortables.
- Les injections de gaz froid sont plus douloureuses que le gaz chauffé. Selon la loi PV=n.R.T°, un gaz passant de 50 bars à 2 ou 3 bars devient froid. Les machines de CDT chauffant le gaz sont à privilégier. Les études cliniques montrent, de plus, qu’un gaz chauffé entre 20 et 40 °C conduit à une meilleure efficacité thérapeutique.
- L’expérience avec l’usage de différentes machines de CDT conduit actuellement à privilégier les machines disposant de modes automatisés d’injection et notamment de programmes automatisés d’injection à débit progressif. Le débit commence à 20 cm2/min par exemple pour progressivement monter à la posologie optimale de 80 cm2/min. Les patients ayant été traités avec d’un côté un débit immédiat et de l’autre un débit progressif, rapportent un meilleur confort avec la seconde modalité.

Les injections intradermiques
Les injections intradermiques des paupières et du pourtour de l’œil sont rarement douloureuses mais provoquent un gonflement des deux paupières, surtout de la paupière supérieure avec un inconfort et parfois une impossibilité d’ouvrir l’œil pendant quelques minutes. 
Les injections intradermiques du cou et du décolleté sont parfois douloureuses avec sensations de brûlure pendant l’injection puis suivi d’une sensation de chaleur dans les 10 à 15 minutes.
Les injections péri-buccales intradermique sont constamment douloureuses et réclament une anesthésique par EMLA en l’absence de contre-indications.

## Complications
Les complications se superposent pour l’essentiel aux complications de la mésothérapie actuellement bien connues: infections bactériennes (mycobactéries), virales… le plus facilement gérables de façon codifiée en préventif par des règles d’hygiène et de préparation du matériel. Les utilisations incontrolées des volumes massives peuvent entrainer un emphysème sous-cutané douloureux avec paresthésies pendant quelques semaines.
On retrouve dans les complications habituelles la survenue d’hématomes dans 20 % des cas environ comme dans toute technique de mésothérapie. On peut supposer que l’effet vasodilatateur et d’augmentation du flux sanguin par le CO2 augmente le risque. Il n’y a aucune étude clinique comparative disponible.
Pour les injections intra-dermiques, notamment au niveau des yeux, la complication principale réside dans l’injection d’oxygène (ou d’air) résultant d’une mauvaise purge de la tubulure. L’injection d’O2 intradermique provoque une réaction inflammatoire parfois intense avec érythème/œdème/douleur pouvant durer environ 5 jours. On peut les traiter par le froid local, les topiques anti-inflammatoires, rarement des antalgiques de premier niveau per os.